# Tatsuhiko Kubo
Tatsuhiko Kubo (n. 18 iunie 1976) este un fost fotbalist japonez.

## Statistici
| Japonia | Japonia | Japonia |
| An      | Meciuri | Goluri  |
| ------- | ------- | ------- |
| 1998    | 1       | 0       |
| 1999    | 1       | 0       |
| 2000    | 5       | 0       |
| 2001    | 2       | 0       |
| 2002    | 5       | 0       |
| 2003    | 3       | 2       |
| 2004    | 9       | 6       |
| 2005    | 0       | 0       |
| 2006    | 6       | 3       |
| Total   | 32      | 11      |